# Bichigiu
Bichigiu – wieś w Rumunii, w okręgu Bistrița-Năsăud, w gminie Telciu. W 2011 roku liczyła 786 mieszkańców.